# Fals vampir africà
El fals vampir africà (Cardioderma cor) és una espècie de ratpenat de la família dels megadermàtids. Viu a Djibouti, Eritrea, Etiòpia, Kenya, Somàlia, el Sudan, Tanzània i Uganda. El seu hàbitat natural són sabanes de terres baixes, zones d'arbustos i la franja costanera, i en alguns casos es poden observar a les valls del riu. No hi ha cap amenaça significativa per a la supervivència d'aquesta espècie, tot i que està afectada per la pertorbació de les zones de descans.